# Jan Maas (zeiler)
Johannes (Jan) Leonardus Maas (Batavia (Nederlands-Indië), 2 april 1900 - New York, 31 december 1962) was een Nederlandse zeiler. Hij nam eenmaal deel aan de Olympische Spelen, maar won bij die gelegenheid geen medaille.
Op de Olympische Spelen van 1932 in Los Angeles kwam hij met zijn broer Bob Maas uit op de snowbird. Hierbij eindigde hij met 14 punten in de eindrangschikking op een zesde plaats. 
Hij stierf op 62-jarige leeftijd in New York.

## Palmares

### zeilen
- 1932: 6e Olympische Spelen (star) - 14 punten